# Бараші
Бараші́ — село в Україні, адміністративний центр Барашівської сільської територіальної громади Звягельського району Житомирської області. До 1923 року — центр Барашівської волості, у 1923—62 роках — адміністративний центр Барашівського району, у 1923—2016 роках — центр Барашівської сільської ради. Кількість населення становить 2 032 особи (2001).

## Географія
Село розташоване за 30 км південно-східніше Ємільчиного, за 10 км від залізничної станції Яблунець, над річкою Уж, правою притокою Прип'яті. Тут є великий ставок площею водного дзеркала 22,60 га.

## Населення
В середині 19 століття в селі налічувалося 700 мешканців. Станом на 1885 рік кількість мешканців становила 978 осіб, кількість дворів — 180.
Відповідно до результатів перепису населення Російської імперії 1897 року, загальна кількість мешканців села становила 2 170 осіб, з них: православних — 1 732, юдеїв — 338, чоловіків — 1 074, жінок — 1 096.
В кінці 19 століття в селі проживало 2 200 мешканців, дворів — 376. У 1906 році кількість дворів становила 390, мешканців — 2609.
Кількість населення, станом на 1923 рік, становила 3 353 особи, кількість дворів — 610.
За даними перепису населення СРСР 1939 року чисельність населення становила 3 187 осіб, з них українців — 2 259, росіян — 284, німців — 98, євреїв — 320, поляків — 93, інших — 133.
Станом на 1972 рік кількість населення становила 2 700 осіб, дворів — 961.
Відповідно до результатів перепису населення СРСР, кількість населення, станом на 12 січня 1989 року, становила 2 451 особу. Станом на 5 грудня 2001 року, відповідно до перепису населення України, кількість мешканців села становила 2 032 особи.

## Історія
На території села знайдено залишки давньоруського городища X—XI століть, що свідчить про заселення цих місць ще з часів Київської Руси. У центрі села, на березі річки знайдено залишки древнього городища, котре називали Замчищем, обнесеного валами. В городищі розміщувалася католицька церква та садиба священника. Також виявлено 32 кургани в чотирьох групах.
Перша письмова згадка датується 1566 роком. Заселене в 1577 році, як містечко, центр маєтку князів Острозьких Звягельського ключа, на правобережжі Случі, площею території бизько 50 квадратних миль. У 1581 році київський воєвода, князь Костянтин Острозький, вніс податку від 15 осадників та 18 загородників. Згадується в акті від 21 липня 1586 року — князь Костянтин Острозький, котрому належало село, розпорядився видати всіх селян, що втекли від князя Якима Корецького до Барашів. В акті від 11 червня 1605 року згадується про знищення стародавньої дороги від містечка Пулин до с. Бараші.

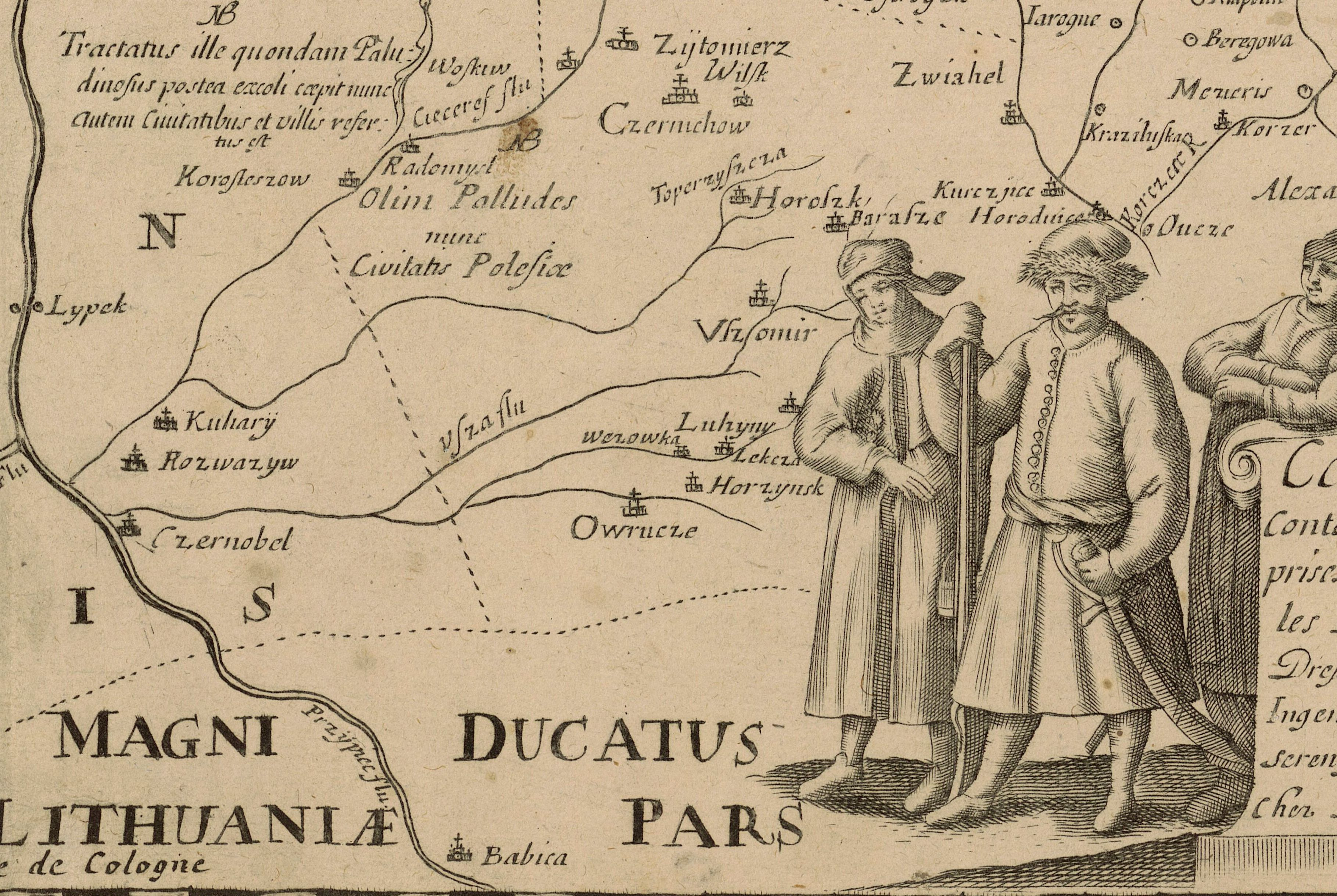
Бараші на мапі Боплана, 1648 рік

Згодом перейшло до Станіслава Любомирського, як придане за Христею Острозькою, донькою князя Олександра. У 1628 році Любомирський вносить з Барашівського маєтку 540 злотих 12 грошів. Згодом село переходить до Липських. В листі від 7 лютого 1682 року, власник села, сандецький староста Ян Липський, наказує своєму урядникові в Барашах Шуминському не гнобити селян.
Згадується в люстрації Житомирського замку 1754 року, як село, що сплачувало 2 злотих і 5 грошів до замку та 9 злотих і 8 грошів — на міліцію.
Околиці села були багатими на порцелянову глину, тож, у 1854 році, Анелею Рациборською, у Барашах була заснована фабрика порцеляни. У 1881 році на Барашівському порцеляновому заводі було 4 печі, виготовлялося до 150 тис. штук фарфорового та фаянсового посуду на 15 тис. рублів. Власницею заводу була А. Рациборська, орендатором — купець Гершфельд.
В другій половині 19 століття — село при річці Уж, центр Барашівської волості Житомирського повіту, за 80 верст від Житомира, 40 верст від найближчої поштової станції в Новограді-Волинському, 100 верст від найближчої залізничної станції Полонне. Православна парафія 4-го класу, включала села Бобрицю (8 верст), Киянку (8 верст), Симони (6 верст), Усолуси (12 верст) та 4 німецькі колонії: Крем'янку, Оскарівку, Сорочень і Червону Федорівку (Майдан). Сусідні парафії, Рясне та Андрієвичі, розміщувалися за 9 верст. До парафії належало 59 десятин землі, з яких 3 дес. — садиба, рілля — 36 дес, сіножаті — 20 дес. У 1867 році побудовано дерев'яну церкву Преображення Господнього. Неподалік церкви, в урочищі Миколинці, на благодатному джерелі Миколая побудовано капличку. Серед місцевих вважалося, що криничка має цілющі властивості. В селі були водяний млин, порцеляновий завод, римсько-католицький костел. За іншими даними, це була каплиця, що належала до Пулинської парафії.
У 1872 році в селі відкрилося однокласне народне училище. Заклад розміщувався в громадській будівлі, мав одного вчителя та 42 учні, утримувався за державні та громадські, в тому числі, церковні, кошти.
Станом на 1885 рік, у колишньому власницькому селі, центрі Барашівської волості Житомирського повіту Волинської губернії існували православна церква, костел, єврейський молитовний будинок, школа, 2 заїзди та порцеляновий завод.
В кінці 19 століття — село на річці Уж, центр Барашівської волості Житомирського повіту, за 80 верст від Житомира, поштова станція — Новоград-Волинський. В селі були парафіяльна церква, католицька каплиця (належала до Пулинської парафії), волосне правління, школа, млин, порцелянова фабрика з обсягом продукції 15 тис. рублів. Власність Раїси Максимович, котра мала тут 2 790 дес. землі. Раніше належало Грушецьким.
В 1906 році — село Барашівської волості (1-го стану) Житомирського повіту Волинської губернії. Відстань до повітового та губернського центру, м. Житомир, становила 75 верст. Найближче поштово-телеграфне відділення розташовувалось в містечку Горошки.
У 1905 році однокласне народне училище реорганізоване у двокласне, а у 1923 році зараховане до розряду земських училищ. Навчалося 117 хлопчиків та 19 дівчаток. У 1922 році училище стало семирічною школою для всіх дітей, у 1928 році — школою колгоспної молоді, у 1935 році — середньою школою з десятирічним терміном навчання.
У 1923 році село увійшло до складу новоствореної Барашівської сільської ради, адміністративний центр ради, від 7 березня 1923 року — адміністративний центр Барашівського району Коростенської округи.
У 1931 році в селі почала працювати електростанція, у 1935 році відкрито середню школу.
Під час голодомору у 1932—1933 років в селі померло 37 чоловік. В період загострення комуністично-сталінського терору проти українського народу в 30-і роки минулого століття, органами НКВС було заарештовано та позбавлено волі на різні терміни 70 жителів села, з яких 26 чоловік розстріляно. Нині всі постраждалі від радянської влади реабілітовані.
Восени 1941 року в полі біля містечка Бараші було вбито понад 170 євреїв із Барашів й околиць, убитих закопали у двох масових похованнях.
На фронтах Другої світової війни воювали 802 селян, з них 192 загинули, 309 нагороджені орденами та медалями. На їх честь в селі споруджено пам'ятник.
В радянські часи в селі розміщувалася центральна садиба колгоспу, котрий мав близько 4 тисяч землі, в тому числі 1,9 тис. ріллі. В селі були 5 крамниць, 2 їдальні, відділення зв'язку, майстерні побутового обслуговування, дільнична лікарня, поліклініка, середня школа, будинок культури, кінотеатр, бібліотека.
30 грудня 1962 року, внаслідок ліквідації Барашівського району, разом із сільською радою увійшло до складу Ємільчинського району Житомирської області.
Сільська футбольна команда «Бараші» стала чемпіоном Житомирської області з футболу 2011 року.
28 липня 2016 року увійшло до складу Барашівської сільської територіальної громади Ємільчинського району Житомирської області, адміністративний центр громади.
24 вересня 2016 року відбулося святкування 450-річниці від першої писемної згадки про село Бараші. Серед запрошених гостей був народний депутат України Литвин Володимир Михайлович. У 2019 році на місці масового розстрілу було споруджено й відкрито новий меморіал жертвам Голокосту.
Від 19 липня 2020 року, разом з громадою, в складі новоствореного Новоград-Волинського району Житомирської області.

## Відомі люди
- Войтківський Йосип Карлович (1920—2015) — повний кавалер ордена Слави.
- Павленко Валентина Василівна (нар. 1951 р.) — українська поетеса.
- Шевчук Василь Андрійович (1932—1998) — український письменник.
- Шевчук Олександр Андрійович (1921—2012) — член спілки письменників Росії.